# Matěj z Knína
Matěj z Knína († 26. března 1410) byl český stoupenec Husova učení, významný představitel reformistů. Patřil mezi žáky Mistra Jana Husa a jeho stoupence. Byl řečený Pater.
Datum jeho narození není přesně známo, nejspíše se narodil kolem druhé poloviny 14. století.

## Život
Když později působil na pražské univerzitě, podrobně se seznámil s názory a učením Jana Viklefa, stal se tak velkým stoupencem reformního směru. V roce 1399 se stal bakalářem svobodných umění, o dva roky poté mistrem a zařadil se také mezi zkoušející učitele (examinátor). Pro Mistra Matěje z Knína bylo velikým úspěchem, když byl přijat za kvodlibetáře. Roku 1408 byl však obviněn z kacířství a na nějakou dobu byl vězněn, stále více se totiž přikláněl k názorům Jana Viklefa. Nakonec na příkaz arcibiskupa Zbyňka Zajíce z Házmburka své názory odvolal. Účastnil se kvodlibetu, učeného jednání, které bylo zahájeno 3. ledna roku 1409, který Matěj z Knína po odborné stránce pečlivě připravoval a měl na něm svůj první projev. Na tomto kvodlibetu se projednávalo například sedm svobodných umění, artistická fakulta, Viklefovo učení a jeho obhajoba, panování krále Václava IV a další politické otázky. Poslední den kvodlibetu byl Jeronýmem Pražským také zmiňován proces s Matějem z Knína a jeho obvinění z kacířství. Mistr Matěj z Knína zemřel 26. března 1410.